# ゆめタウン丹波
ゆめタウン丹波（ゆめタウンたんば）は、兵庫県丹波市氷上町本郷にある総合スーパー。核店舗運営会社のイズミでは記事名の呼称を、施設設置者であり専門店側のタンバンベルグでは丹波ゆめタウン（たんばゆめタウン）の呼称を使用している。

## 概要
1996年（平成8年）11月1日、ゆめタウン氷上の名称で、”北近畿最大級のショッピングセンター”として開店した。2016年（平成28年）11月1日に現在の名称となった。
2018年12月1日にゆめタウン姫路が開業するまで当店舗は兵庫県唯一のゆめタウンであった。
- 店舗一覧は「Category:ゆめタウン」参照

施設設置者は丹波市に本社を置く「株式会社タンバンベルグ」と「氷上商業開発株式会社」であり、ゆめタウンはその核店舗の総合スーパー（通称・ゆめタウン丹波店）という扱いである。
当初、婦人服売り場については同業他社で同じくニチリウグループに加盟しているさとうの担当となっており、イズミ直営売場では取り扱っていなかった。その後、2018年8月20日にさとうが撤退してからは、婦人服売り場もイズミ直営となっている。なお、敷地内の別棟にはホームセンターのコーナンが出店している。
また丹波店はイズミ直営売場での寝具・住居関連品・薬品・化粧品・酒類の取り扱いがない。
- ゆめタウン丹波直営売場と専門店街では「ゆめカード」が使用できる。
- 2018年10月20日、「2階総合衣料売場」がリニューアルオープンした[6]。
- 2021年7月1日、「1階食料品売場」を大幅にリニューアルした[7][8]。
- 2023年3月1日より「1階食料品売場」の開店時刻が30分早まり、朝9時～夜9時までに営業時間が拡大した[9]。

## 営業時間
全館
- 食品売場　9:00～21:00
- 直営売場(衣料品)　10:00～20:00
- 専門店(一部専門店除く)　10:00～20:00

飲食店街
- 店舗により営業時間が異なる[11]。

ホームセンター コーナン
- 9:00～20:00

店休日
- 毎年2月の第3水曜日は法定電機設備点検等の実施の為、休業。

## 主な専門店
（下記の出典）
■飲食店
- モスバーガー 丹波ゆめタウン店[13]
- コメダ珈琲店 丹波ゆめタウン店[14]
- 手打ちうどん亭 ひさ家 丹波ゆめタウン店[15]

■パン・洋菓子店
- リトルマーメイド 氷上店[16]
- お菓子の夢工房 ときわどう 丹波ゆめタウン店[17]

■衣服店
- ハニーズ 丹波ゆめタウン店[18]
- the dan 丹波ゆめタウン店[19]
- きもののほそみ 丹波ゆめタウン店[20]

■家電量販店
- ジョーシン 丹波ゆめタウン店[21]

■ホームセンター
- コーナン 丹波ゆめタウン店[22]

■教室
- パソコン教室わかるとできる 丹波ゆめタウン校[23]
- カーブス 丹波ゆめタウン[24]（女性専用フィットネスクラブ）

■サービス
- ドコモショップ サテライト
- ジュエルカフェ 丹波ゆめタウン店[25]（買取専門店）
- ナニワ美容室 ゆめタウン店[26]
- 東田ドライ ゆめタウン丹波店[27]（クリーニング）
- マジックミシン 丹波ゆめタウン店[28]（洋服のリフォーム）

■その他
- ダイソー ゆめタウン丹波店[29]
- エステール 丹波店[30]（宝飾品販売）
- ママイクコ 丹波ゆめタウン店[31]（生活雑貨）
- 花よし ゆめタウン丹波店[32]
- 100匹目の羊[33]（寝具専門店）
- ノエルヤマモト 氷上店[34]（鞄専門店）
- JOY POINT ニシダヤ 丹波ゆめタウン店[35]（玩具・雑貨）
- アミューズメントパーク VIVO 氷上店
- 阪神タイガースショップ ゆめタウン丹波店[36]
- 宝くじセンター

## 取扱商品・サービス
（下記の出典）
サービスカウンターは下記サービスに加え、各種案内・問い合わせなどの「総合案内所」となっている。
- 場所：1階
- 営業時間：10:00～20:00

サービス
- 商品券の販売
- 切手・印紙類の販売
- たばこの販売
- 領収書の発行
- ギフト包装の承り[注 2]
- 商品配達の承り
- ゆめカードの案内
- 拾得物の承り
- 車椅子の貸し出し

電子マネーの利用
- ゆめか
- nanaco
- Edy
- iD
- QUICPay
- PayPay
- LINEPay

## 店内設備
（下記の出典）
- トイレ/多目的トイレ
- 休憩スペース
- ベビールーム/おむつ替え台
- AED
- 写真プリント
- カラー・白黒コピー
- 無料給水サービス
- ドライアイス
- 公衆電話
- リサイクルBOX[38]
- エコ・ステ[39]（古紙回収）
- 郵便ポスト
- 証明写真
- 駐車場 1,219台/駐輪場
- ATM[40]
  - 中兵庫信用金庫
  - 丹波ひかみ農業協同組合
  - 但馬銀行
  - ゆうちょ銀行
  - セブン銀行ATM

## ポップアップホール
（下記の出典）
- コンサートや講演会・映画上映をはじめ、各種展示会や飲食パーティーなど多彩なプランを実現できる多目的ホールである。
- 地域の文化活動の発表の場として利用され、人々が集い・学べる”コミュニティオアシス”として地域に貢献している。
- 和・洋の文化教室は、各種教室をはじめ、セミナー会議・試験や面接会場・健康診断会場など、幅広い用途で利用されている。
- ポップアップホールは、周辺地域の災害時（河川氾濫による水害等）における”緊急一時避難場所”として丹波市と協定を締結（2021年5月21日締結）している[42]。
- 定期的に映画会（ポップアップシネマ[43]）を開催している。

## 丹波市 市民プラザ
（下記の出典）
2019年（令和元年）10月22日、ゆめタウン丹波 2階にオープンした。
●丹波市 市民プラザ
- 市民による、市民のための活動拠点。

■市民活動支援センター
- 市民活動や地域づくり活動を総合的に応援する。

■男女共同参画センター
- 男女共同参画社会の実現に向けた取組を行う。

■氷上子育て学習センター
- 地域における子育て支援の拠点として、子育て中の人を応援する。

市民プラザ
- 開館日時：火曜日～日曜日の10:00～18:00まで
- 休館日：毎週月曜日、年末年始（12/29～1/3）
- ※市民プラザ内の会議室使用は10:00～21:30まで

氷上子育て学習センター
- 開館日時：火曜日～土曜日の9:00～17:00まで
- ※プレイルーム利用時間は9:00～17:00まで

## 交通アクセス
【鉄道・バス】
- JR西日本  福知山線「柏原駅・石生駅」より
  - ウイング神姫「柏原駅・石生駅西口」バス停乗車
  - 「ゆめタウン丹波」もしくは「本郷口」バス停下車
- ※9:00～17:00台の一部バスが「ゆめタウン丹波」方面を経由する。
- ※「石生駅西口」から「ゆめタウン丹波」バス停までの所要時間は13分。
- ※詳細は「丹波市 公共交通ガイド てくてくたんば」[48]参照

【自動車・徒歩】
- 「石生駅」からタクシーで5分、または徒歩30分
- 北近畿豊岡自動車道「氷上IC」を降りてすぐ（400m）
- 兵庫県道7号青垣柏原線(丹波の森街道)「本郷口」交差点よりすぐ（西へ100m）